# 南布干維爾區

南布干維爾区位於布干維爾島西南部

6°44′46″S 155°41′06″E / 6.746°S 155.685°E
南布干維爾区（英語：South Bougainville District），是巴布亞新畿內亞布干維爾自治區的一个区，位於布干維爾島西南部，首府設於布因，面積3,785平方公里，2011年人口81,675，人口密度每平方公里22人。